# هيثم الشبول
هيثم الشبول، لاعب كرة قدم أردني معتزل ومدير كرة قدم. وهو المدير الفني السابق لنادي الفيصلي الأردني.

## مسيرته الرياضية
أحرز مع نادي الفيصلي العديد من بطولات الدوري والكأس فقد فاز بخمس بطولات دوري مع الفيصلي وبثلاث بطولات كأس ومثلها كأس كؤوس وتوج مع الزعيم الأردني بلقب كأس الاتحاد الآسيوي مرتين وكذلك كان أحد أعضاء المنتخب الفائز بذهبية الألعاب العربية 1999 وكذلك ساهم بصعود منتخب النشامى إلى ربع نهائي أمم آسيا 2004 اعتزل اللعب نهاية موسم 2008 كان يلعب في الوسط المتقدم، ويحمل رقم 14 ثم بعد ذلك أتجه لعالم التدريب حيث قام بتدريب فرق الفئات العمرية بالنادي الفيصلي، ثم ضمن الكادر التدريبي لفريق نادي الشرطة العراقي (الملقب بـ"القيثارة الخضراء") المتصدر حالياً للموسم الكروي 2012/2013 حيث يعمل مساعداً للمدرب العراقي ثائر جسام . ومن الجدير بالذكر إلى ان نادي الشرطة العراقي وصل لنهائي ابطال اندية اسيا مطلع سبعينات القرن الماضي وعندما علم انه سيقابل نادي صهيوني بالنهائي انسحب من البطولة.
وفي 2015 يدرب الشبول نادي ذات راس الأردني.

## روابط خارجية
- هيثم الشبول على موقع قاعدة بيانات كرة القدم.إي يو (الإنجليزية)
- هيثم الشبول على موقع ناشيونال فوتبول تيمز (الإنجليزية)
- هيثم الشبول على موقع كووورة